# Lea Ivanova
Lea Ivanova, nata LiliJa Ivanova, (Bulgaro: Лилия Иванова) (Dupnica, 13 agosto 1923 – Sofia, 28 maggio 1986), è stata un contralto, cantante swing e jazz bulgara.

## Biografia

### Primi anni e formazione
La Ivanova nacque a Dupnica, in Bulgaria, il 13 agosto 1923. Si trasferì a Costantinopoli (minorenne??), dove trascorse il resto della sua infanzia e cantò nel coro dei bambini dell'Esarcato bulgaro. Negli anni '40 tornò in Bulgaria (17 anni??), dove la sua intenzione era quella di studiare arte a Sofia, capitale della Bulgaria. Si unì invece all'orchestra jazz Slavic Talk come solista quando il sassofonista Leon L'Alfàs le suggerì di entrare a farne parte. Nei primi anni '50, si esibì con vari gruppi jazz e swing. Nel 1956 lavorò con le orchestre di Christo Vuchkov e Dimităr Ganev per la Direzione dei Concerti della Grande Orchestra, i cui direttori erano Boris Simeonov ed Emil Georgiev. Durante questo periodo, scrisse un jingle commerciale per un grande magazzino di TsUM e Chico da Porto Rico che era in stile latinoamericano.

### La carriera
Nel 1957 lei e suo marito, Eddie Kazasyan, formarono l'orchestra Eddy Kazassian Combo, con la quale trascorsero 30 anni insieme. Si esibirono a Belgrado nel 1960 con Quincy Jones And His Orchestra e nel 1962 e 1963 al Friedrich Shtadt Palace di Berlino. Dal 1963 al 1983 la Ivanova ha lavorato in vari spettacoli di varietà che comprendevano chanson francesi, evergreen, romanze classiche russe, folklore bulgaro e canzoni italiane. Ha condiviso il palco anche con Gilbert Bécaud e Udo Jürgens. La sua musica fu bandita nel suo paese d'origine e fu persino imprigionata e mandata nel campo di lavoro dell'Isola di Belene per aver promosso musica regressiva e comportamenti osceni. Dopo il suo rilascio, continuò la sua carriera fino ai suoi ultimi giorni.
Morì di cancro a Sofia il 28 maggio 1986. Le sue etichette includono la bulgara Balkanton, la tedesca Deutsche Vogue, l'ungherese Qaliton, la polacca MUZA e la rumena Electrorecord.